# ドラゴンクエストキャラクターズ トルネコの大冒険3 不思議のダンジョン
- ドラゴンクエストシリーズ > トルネコの大冒険シリーズ > ドラゴンクエストキャラクターズ トルネコの大冒険3 不思議のダンジョン
- 不思議のダンジョンシリーズ > トルネコの大冒険シリーズ > ドラゴンクエストキャラクターズ トルネコの大冒険3 不思議のダンジョン

『ドラゴンクエストキャラクターズ トルネコの大冒険3 不思議のダンジョン』（ドラゴンクエストキャラクターズ トルネコのだいぼうけんスリー ふしぎのダンジョン）は、2002年10月31日に発売（北米未発売）されたPlayStation 2用ソフト。2004年にはゲームボーイアドバンス版『ドラゴンクエストキャラクターズ トルネコの大冒険3アドバンス 不思議のダンジョン』が発売された。

## 概要
前作（『ドラゴンクエストキャラクターズ トルネコの大冒険2 不思議のダンジョン』）から6年半の月日が流れ、トルネコの息子ポポロが12歳となったときの物語。そのポポロに異変が起こり、彼を救うためにトルネコが新たなダンジョンに挑む。PS2におけるドラゴンクエストシリーズ第1弾。
前作までと違い、ダンジョンを出てもレベルが引き継がれるようになった。レベル1から始まるダンジョンもあるが、この場合でもそのダンジョンから出ればダンジョンに入る前のレベルにもどる。
フィールドマップが登場し、歩いていると突然現れる「エンカウントダンジョン」もある。途中までのあいだは「イネス」「ロサ」という仲間のどちらかを連れてプレイをする。また、トルネコの他に、ポポロもプレイヤーキャラクターとして使えるようになり、モンスターを仲間にできる「モンスター仲間システム」が追加された。また、ダンジョンに仲間キャラクターが同行してトルネコのサポートをする要素が加わっている。
また、『風来のシレン2』に登場した「土偶」を引き継いだ「石像」システムが追加されている。
通常モードをクリアすると隠しダンジョンが4つ出現するがどれも難易度は非常に高い。
GBA版は、ドラゴンクエストシリーズ最後のGBA版であり、PS2版には無かった「エクストラモード」が存在する。目玉である「持ち込みなし」のダンジョンの深さが50階に変更されている。開発元はチュンソフトが外れ、スクウェア・エニックス単独になった。

## ストーリー
トルネコが不思議のダンジョンの奥に眠る「邪悪な箱」がもたらす災いを解決してから6年半、トルネコは平和な日々を過ごしていた。一人息子のポポロは12歳の誕生日を迎えることになる。トルネコ一家はポポロの誕生日祝いのため、南の島にバカンスへと向かおうとするが、船が津波に遭い、遠く離れたバリナボ島に漂着する。ネネと共に無事に目を覚ますものの、ポポロだけがなぜか昏々と眠ったまま目を覚まさない。邪悪な気配の存在を察したバリナボ村の村長ガムランは、ポポロを救うことができるであろう人物の存在をトルネコに知らせるが、行く先に通じる村のはずれの祠の地下通路は、なぜか不思議のダンジョンと化してしまっているらしい。ポポロを救うべく、トルネコはガムランの孫、イネスロサ姉弟の助力を得て祠の奥へと進むことを決意する。

## 登場人物

### メインキャラクター
トルネコ
声 - 茶風林
本作の主人公。眠ったままのポポロを助けるため、再び不思議のダンジョンを冒険する。
ネネ
声 - 関根明子（CDシアター版）
トルネコの妻。ポポロが眠ったままになったことを心配している。
ポポロ
声 - 萩森侚子（CDシアター版） / 伊瀬茉莉也（ライバルズエース）
トルネコの息子。12歳の誕生日に両親と共にバカンスの旅に向かったものの海難事故に見舞われ、漂着先のバリナボ村で昏睡状態に陥る。
本作では小さい頃からの「父のように冒険する」という願いが叶う。
イネス
族長の孫娘。美人で面倒見が良いため、村人からの人気が高い。眠ったまま目覚めないポポロのことを心配している。ダンジョンの冒険のお供としてトルネコに同行するよう祖父に命じられ、選択次第で仲間になる。
ダンジョン内ではトルネコの後に追従して動き、任意に呪文を唱えることができるが、呪文には回数制限がある。
ロサ
イネスの弟。姉のように祖父に従えず、いつも遊んでいる勉強嫌いな性格。選択によって彼を旅に連れていくこともできるが連れていけるのはどちらか片方のみ。
ダンジョンに入るとトルネコにガラクタを10個持たせ、それらを失うと怒ってトルネコを攻撃するようになる。敵が近くにいると攻撃を優先する。

### サブキャラクター
ガムラン
バリナボの村の族長。見知らぬ島に流れ着き、窮地に陥ったトルネコ一家に様々な配慮をし、助言を与えてくれるサポートキャラとなる。一族を統率する立場だが、孫のロサには手を焼いている。
謎の剣士
トルネコの行く先々で出会う剣士。幻の武器を探しているらしい。
グレートバレイナ国王
グレートバレイナの国王。民から慕われているが、ある悩みを抱えている。
王子
グレートバレイナの王子。無愛想だが、根は優しい。
サムソン
トルネコの新たな店の店員候補。眼鏡をかけた真面目な青年。
ダグラス
トルネコの新たな店の店員候補。荒くれの格好をしており、通常の売値より高い価格で商品を売る。
マリーナ
トルネコの新たな店のメイド。
占いババ
グレートバレイナ島の山脈の尾根の先にひっそりと暮らす老婆。昏睡状態に陥ったポポロを救うすべを知っているという。
コロッピ
占いババの弟子のコロマージ。
ヘルジャスティス
魔王の臣下だった魔物。人を洗脳する力を持つ。

## ポポロ編システム
本編中盤やクリア後には、トルネコの息子ポポロをプレイヤーキャラクターとして操作することができる。剣の代わりに、「爪」を武器として戦うが、盾は使用できないため、防御力は常に素手のままである。一番の特徴は、ポポロ自身が敵を倒した際にその敵を仲間に出来ることである。（仲間にできる確率は、ポポロのレベルや装備している爪の種類に左右される）
仲間にしたモンスターは最大10匹まで同時に連れ歩くことができる。仲間モンスターを直接操作することはできないが、命令を出すことができ、それによって行動パターンが変化する。仲間モンスターも敵を倒すことでレベルアップし、それぞれ特定の成長パターンがある。プレイヤーキャラとは異なり、入るとレベルが1になるダンジョンでも影響がない。

## バリナボチャレンジモード
一度エンディングを迎えた後、新たに冒険の書を作成すると選べる上級者用モード。全てのダンジョンにおいて入る前にセーブされ、倒れると物語の最初からやり直しの上、「世界樹の葉」が落ちていないという極めて過酷なモードである。これをクリアしないと出現しない冒険の履歴もある。

## 主なダンジョン
謎のほら穴
今作のチュートリアルダンジョンで、バリナボ島で初回は必ずエンカウントする。内容としてはトルネコ2の「ちょっと不思議な草原」に似ており、アイテムを拾った際に独自の解説文が付いたりする。
いざないの洞くつ
このダンジョンからストーリーを進めていくことになる。「ホイミの杖」や、「保存の壺」など、役に立つアイテムが落ちている。
南海の地下道
ここまではトルネコ・ポポロの親子がともに同じルートで進む。ここではじめて呪文を使う「きめんどうし」が登場。ここから落ちている武器に+が付くようになる。
さんご礁の神殿・広間
ここから先は、ポポロにはエンディング後にしかいけないダンジョン。水系モンスターが多く出る。
さんご礁の神殿・回廊
「グレイトマーマン」「ガニラス」「じごくのハサミ」などアイテムが効かないモンスターが多く登場。
海底山地・ふもと
自爆で大ダメージを与える「ばくだんいわ」や遠距離攻撃をする「リリパット」「ドラゴスライム」が登場。
海底山地・山頂部
フロア総数は全5階と、本編中のダンジョンの中では「密林島の発掘場」と並んで最も短い。ラリホーを唱えてプレイヤーたちを眠らせる「まどうし」や、攻撃を受けると分裂することがある「スモールグール」などが現れる。
海竜島の遺跡
悪魔の手で封印されたという海竜の聖火を探しにいく為のダンジョン。グレートバレイナ島前のダンジョンの中では一番長い。このダンジョンにはガーゴイルの「お店」がある。またアイテムに化けている「ミミック」が初登場する。
灯台の地下室
灯台に海竜の聖火をともすことで進めるようになるダンジョン。装備品を弾き飛ばす「がいこつけんし」や、透明なうえ攻撃をかわしやすく、杖の魔法を跳ね返す「あやしいかげ」などが難敵。
遺跡の大空洞・南
催眠術をかけて勝手な行動をさせる「だいまどう」や、隣接時に自爆してHPを1にするだけのダメージを与える「キラースター」、プレイヤーや仲間をワープさせてかなしばりにする「げんじゅつし」などが登場。凶悪な特技を持つ敵が多いダンジョンだが、「透視の指輪」（フロア中の敵の場所が分かるようになる）や「ハラモチの指輪」（満腹度の減少を半分に出来る）など、非常に役立つアイテムを拾うことができる。
遺跡の大空洞・北
強い光を放ち、プレイヤーの視界を制限し、仲間を目潰し状態にする「サンダーラット」や、攻撃をかわしやすく、隣接している者の特技をコピーする「モシャスナイト」などが登場。また、このダンジョンから「石像」が初登場するようになる。
山脈の尾根
全フロアの壁が谷となっているダンジョン。そのため、空を飛ぶ敵が全方位から谷を飛び越えて迫ってくる。「おおめだま」「メイジキメラ」といった強敵が多数出現する。
魔物のほら穴
ポポロ編のバリナボ島で初回は必ずエンカウントする。ここでモンスターを仲間にしてポポロの戦力を強化する。
神々の道
トルネコの通った道を順調にたどってきたポポロだったが、さんご礁の神殿・広間への道は「邪悪な波動」に閉ざされてしまったため、このルートを経由してグレートバレイナ島を目指すことになる。隣接している者が力尽きた際に復活させる「メガザルロック」や、大量のモンスターを呼ぶ「エビルポット」などが登場。
試練の道
ポポロ編ではここからダンジョンが暗くなる。序盤から強敵の「さまようよろい」「ギガンテス」などが出現。
密林の墓場
全体的にゾンビ、水系モンスターが多い。周囲の生物のHPを回復する「ホイミスライム」も登場。
密林島の発掘場
このダンジョンでは、「リビングデッド」「ゾンビマスター」などのゾンビ系のモンスターが多い。またアイテムもほとんどがお墓だったりする。敵や仲間を無差別に攻撃する「バーサーカー」が脅威。またこのダンジョンを抜けると、遺跡の大空洞・北の入り口にたどり着く。
邪悪な風穴
グレートバレイナ島の西に存在。全16階。「メダパニシックル」や「ブラッドハンド」等の嫌な技を使う敵や、「スターキメラ」「ドラゴン」等の強力なモンスターが数多く登場する1周目最終ダンジョン。また、モンスターハウスもここから初登場する。GBA版では稀にスライムハウスなどクリア後のダンジョンのモンスターが出てくる特殊モンスターハウスになることがある。石像は設置されない。
暗黒の間
邪悪な風穴の奥地。全2階。ここの二階にいる「ヘルジャスティス」を倒せばエンディングになる。このダンジョンではモンスターは仲間にならない。ちなみに、GBA版ではクリア後はこのダンジョンには入れなくなる。

### クリア後のダンジョン
入る際に強制セーブがあり、リセットすると失敗扱いとなってしまうのでやり直しがきかない。
魔物の巣
クリア後、密林島にひっそりと出現しているダンジョン。全12階。1フロアごとに決まったテーマのモンスター構成でかつ1ヶ所は必ずモンスターハウスがある。入る前に準備はしっかりしておかないとあっという間に窮地に立たされてしまう。また、他のダンジョンでは目にすることが出来ない「ゴールドの石像」や「インパスの石像」など、ちょっとしたレアな石像がちらほら出現する。3階・8階・11階は大部屋のモンスターハウス。12階にはモンスターハウスはなく、宝物部屋がある。

#### プチットの村から入れるダンジョン
プチット村の村長に話しかけることで入れるが、最初は封印の洞くつと異世界の迷宮の二つしか入れない。封印の洞くつでプチット族を全員救出することで残り二つのダンジョンに入れるようになる。いずれも階層は99階。
封印の洞くつ
入る際にレベルが1に戻されてしまい、持ち込めるアイテムも10個に限定（壺の中のアイテムはカウントされない）、かつ倒れたら全てのアイテムとゴールドが無くなるダンジョン。ただし仲間モンスターのレベルは下がらない上、石像も配置されない。
最初に突入する際は封印されているプチット族を全員救出することが第一目的となる。全員のプチット族を救出すれば、『不思議の宝物庫』と『まぼろしの洞くつ』に挑戦可能になる。また、救出後にはあるキャラクターから、ポポロ最強の武器でありモンスターを最も仲間にしやすくなる（この武器を装備しないと仲間にならないモンスターも存在する）「クロウアンドレア」をもらえる。
異世界の迷宮
今作における「もっと不思議のダンジョン」。入る際にレベルが1に戻され、アイテム持ち込みが不可、仲間モンスター連れ込みもできず、かつ倒れたら全てのアイテムとゴールドが無くなる。ほとんどのアイテムが未識別状態になっている。突入したときには「大きなパン」のみ（ポポロの場合はそれに加え「うみどりの爪」も持っている）など、非常に難易度を上げる要素が多い。
先述の通り、本作はレベルが引き継がれるシステムになっている関係上、レベルアップに必要な経験値が非常に高い。しかしながらこのダンジョンではそのレベルのあがり難さはそのままに従来と同様な「もっと不思議のダンジョン」に挑まなければならない。よってレベルアップの点でも従来の「もっと不思議」やシレンの「最果てへの道」などとは違った意味で難易度が高い。
不思議の宝物庫
持ち込み可能ダンジョンの中では最難関で、倒れたらアイテムとゴールドが全て無くなるダンジョン。「ゴールデンスライム」「トロルキング」などの強力なモンスターが数多く存在する。後半では成長タイプが『攻撃・特殊』に属するモンスターが多数出現し、深層ほどレベルの上昇に伴う攻撃力の増大により、苦戦を強いられる。また、登場する石像はほとんど全てがプレイヤーにマイナスの効果をもたらすものであり、それ相応の対策をしなければ鍛えた装備などを全て無くす危険も大きい。アイテムがゴールドと雑草しか落ちておらず、食料などの必需品はあらかじめ持ち込む必要がある。その分壁の中や宝物部屋などにはレアなアイテムが多数存在し、最強クラスの性能や特殊効果を持った装備品が多い。
他のダンジョンと比較して独自のモンスターが多く出現し、特にここでしか仲間に出来ない成長タイプが「攻撃・特殊」のモンスターは成長は遅いが鍛えれば他の成長タイプとは比較にならない攻撃力を得られる。異種合成が出来るモンスター「バブリン」「プヨンターゲット」「ポムポムボム」もここでしか仲間に出来ない。また、中盤では、ゲーム本編で重要な役割を持った魔物に大きく関わる「ジャスティス兄」も登場するが、その魔物もここでしか仲間に出来ない。
まぼろしの洞くつ
敵を倒しても一切経験値が得られないダンジョン。入る際にレベルが1に戻され、アイテム持ち込み不可、仲間モンスター連れ込みも不可、かつ倒れたら全てのアイテムとゴールドが無くなる。しかも、ほとんどの敵モンスターが一撃でプレイヤーを倒せる攻撃力を持っている。さらにポポロの場合、モンスターを倒しても仲間にならない。
ここでは、拾う道具を使ってどう敵から逃げられるかが試される逃げの一手のダンジョンであり、敵を倒すことが目的ではない。ポポロの場合巻物を読めないので敵を退ける手段はトルネコよりかなり限られてくるため、より困難を極める。深層の宝物部屋には、極めて有用な効果を持つ指輪がいくつか存在する。

### その他
賢者のほら穴・仙人のほら穴
トルネコのみが挑戦できるパズルダンジョン。全69問の賢者のほら穴は海竜島、全30問の仙人のほら穴はグレートバレイナ島北東部でエンカウントする。チャレンジモードではこのダンジョンで失敗しても最初からとなる。GBA版では一部の問題内容が変更されている。また、GBA版ではこのダンジョンで入手したアイテムを持ち帰ることができないため、一部の問題でちいさなメダルや薬草など、ごほうびのアイテムがゴールドに差し替えられている。
バレイナのほら穴
グレートバレイナ島でエンカウントするダンジョン。全5階。バラエティに富んだアイテム、モンスターが登場し、先のダンジョンに備えることができる。
いけにえのほら穴
邪悪な風穴の付近にある紫色の沼地でエンカウントするダンジョン。全4階と短めだが「ザキの杖」（敵を即死させ、経験値ももらえる）や「モノカの杖」（敵をアイテムにして即死させる、プレイヤーが喰らった場合はミミックに変身する）など、非常にレアなアイテムが拾えるが、「マドハンド」や「くさった死体」などからそれらを投げられ即死することも多く、開始時の配置によっては1歩も動けない事も珍しくない。4Fには宝部屋があり、この階には必ずカギが最低1つは落ちている。（なお4Fには敵は一切出現しない）
密林島のほら穴
密林島でエンカウントするダンジョン。
孤島のほら穴
クリア後のバリナボ島でエンカウントするダンジョン。全2階と短く、登場するモンスターも一部を除き弱いが、希にメタルスライム、はぐれメタルが登場する。
化石のほら穴
クリア後、ポポロが海竜島でエンカウントするダンジョン。全3階。プチット、コロボックル族のモンスターしか登場しない。壁にはポポロ専用装備のゴールドクロウが希に埋まっている。

### GBA追加ダンジョン
全てエクストラモードで入ることができ、本編には何の影響も無い。また、プレイヤーキャラクターはトルネコ、ポポロの二人から選ぶことができ、仲間のイネスまたはロサを連れるかも選択できる。
新界の試練
全99階。本編のクリア後ダンジョンの要素を混ぜたようなモンスター、アイテム構成。
封印の試練
全30階。封印の洞くつを短くしたような内容。
異世界の試練
全50階。異世界の迷宮を短くしたような内容。
まぼろしの試練
全50階。まぼろしの洞くつとコンセプトは同じだが、階層は短い。

## 主な町・施設など
ここでは、コマンド「ルーラ」で移動することができる施設について解説する。
バリナボの村
トルネコ一家が漂流してきたところ。昔ながらの建物が並んでいる。
メダル王の城
ポポロ編が開始した直後から入れるようになる施設。ゲーム中にあるアイテム「ちいさなメダル」を集めることによって、ここでしか手に入らないレアなアイテムを入手することができる。また、倉庫やモンスター預かり所もあり、小さいながらも設備の充実した城になっている。
海底の家
「南海の地下道」を抜けた先にある小さな町。ある条件を満たすと、透明な敵に大きなダメージを与えられる「シャドーブレイク」が売られるようになる。
海竜の灯台
このゲームで唯一鍛冶屋があるところ。始めは灯台の火が消えているが海竜島の遺跡をクリアすれば灯がともる。クリア後には黄金のパンがもらえる。
マダム・グラコスのバザー（ルーラで移動できるのはGBA版のみ）
マダム・グラコスが運営、魔物達が営業する専門店が多く並んでいる。ここでしか買えない「銀の爪」や「ハラモチの指輪」などがある。クリア後にプチットの住民を全員救出すればここで「クロウアンドレア」が手に入る。
密林の小屋
密林等で唯一つの休息所で、老夫婦がひっそりと暮らしている。店などはなく冒険の書のみが置かれている。またここにプチットの村に入る為の合言葉を知るものが住んでいる。
コスタリベラ
グレートバレイナ島の南側にある、今作最大の規模を誇る町。市場では杖・巻物を始めとした豊富なアイテムが販売されており、本編中盤からの冒険の拠点として活躍する。また、闘技場やブラックジャック・ポーカーなどが楽しめる「ひみつクラブ」があるのも特徴。なおGBA版ではモンスター闘技場のみとなっている。
占いババの家
占いババが「コロマージ」のコロッピと一緒に住んでいる家。冒険の書が置かれている。
プチットの村
本編クリア後に、グレートバレイナ島北部にある大きな木にある呪文を唱えることで入れるようになるプチット族がのどかに過ごす村。ここから、「魔物の巣」を除く4つのクリア後ダンジョンに行くことが出来る。
住人は過去にヘルジャスティスに捕らわれており、最初は住人が少なく施設も乏しい村であるが、「封印の洞くつ」を進めて村人を救出することにより施設が充実していく。PS2版ではこの村にのみアイテム交換所がある。

## おもな新モンスター
本作の新登場モンスターは大半が『ドラゴンクエストVII エデンの戦士たち』からの登場である。GBA版ではスライムナイト・メタルライダー・フレイム・ブリザードの4体が追加されている。
スカイフロッグ
ジャンプをしながらの攻撃で最初にいた地点と別のところに移動する。壁を越えて斜め攻撃を行う。水路に入れる。
ストローマウス
「なめまわし」で相手を金縛り状態にする。PS2版では集団で行動する。
さそりかまきり
プレイヤーキャラの所有している草か巻物を切り刻み、1ターンに2回攻撃を行う。最上位種のメダパニシックルは近接攻撃されるとカウンターで混乱させる。『風来のシレンシリーズ』におけるカラカラペンペン系のポジション。
グレイトマーマン
プレイヤーキャラの足をなぎ払って転ばせて、持っているアイテムをバラ撒かせる。また、魔法が一切効かない。
サンダーラット
強い光を放って、目潰し状態にする。ほとんどの攻撃のダメージを2ダメージに変換してしまう(マダンテも2ダメージ化する)。
シビレマイマイ
水路に入れる。殻に入って攻撃を2ダメージ化する(その際はマダンテも2ダメージ化)。
ドラゴスライム
空を飛び、一直線上の敵に炎の息で攻撃する。
キングスライム
同じ部屋のすべての生き物のHPを100回復させる「ベホマラー」を使う。
おどる宝石
正面1マスの相手を躍らせる。また、攻撃が当りにくい。
レノファイター
力をためて攻撃する。また、正面1マスの相手を投げてモンスターハウスか罠の上か別のモンスターに当てる。『風来のシレンシリーズ』におけるコクワガッター系のポジション。
ベビーニュート
直線上の10マス離れた所から炎の息を吐いて遠距離攻撃を行う。爆風で消えない。
どぐう戦士
前作の「土偶戦士」とは微妙に名前、形、能力が違うので別のモンスター。部屋中の敵の防御力を下げる「ルカナン」や自身の攻撃力を上げる「バイキルト」を使う。上位種のキラープラスターは魔法が効かない。
デスマシーン
封印、スカラ、強化攻撃、痛恨の一撃など多様な技を使用する。
タマゴロン
基本的に1ダメージしか与えられない。～が割れて同じフロアのモンスターが生まれる。
バブリン
アイテムを投げると飲み込んで合成が出来る。異種合成をするのはこの方法しかない。口から仲間を吐き出す。

## アイテム
呪いと祝福
本作ではほとんどのアイテムが呪いか祝福が掛かるようになった。呪われていると大半のアイテムは使用不可能になり、飛び道具以外の装備品ははずせなくなる上に印の効果を発揮しなくなる。祝福状態では性能や効果が増強したり、祝福が解除されるまで使用回数が減らないなどのメリットがある。

### 分類
装備品
剣・爪・盾・指輪・飛び道具の5種類に分類される。
剣
トルネコが装備できる。攻撃力を強化する。
爪
ポポロが装備できる。攻撃力は低いが、装備することによりモンスターを倒した際に起き上がって仲間にできる確率に変化が生じる。大半の爪は確率が上昇し、中には特定の爪を装備しなければ仲間にならないモンスターもいる。
盾
トルネコが装備できる。守備力を強化する。本作では前作までに存在した特殊効果を持つ盾の大半が削除されている。
指輪
特殊な効果を付加する。本作では上記の削除された盾の特殊効果を持つ指輪が数多く追加された。合成も可能。
飛び道具
遠距離から攻撃できる使い捨ての武器。直線の軌道を描く矢、放物線の軌道を描く石、地面を転がる大砲の弾、敵を引き寄せ混乱させるブーメランの4種類が存在する。ポポロは石のみ使用可能。
食料
満腹度を回復するアイテム。
草
飲んだり敵に投げつけたりすることで効果を発揮するアイテム。祝福されていると使用時の効果がより強力になる。
巻物
読むことで魔法の効果を発揮するアイテム。ポポロは「読む」ことができず、置いたり投げたりすることのみ可能。祝福されていると読んでも無くならない。
杖
振ることで直線に魔法を発射するアイテム。ダンジョン内に存在する水晶に反射させると、自分に効果を与えることも可能。祝福されていると使用回数が減らない。
壺
中に別のアイテムを入れることができる。入れたアイテムは壺の種類により様々な効果がもたらされる。入れたアイテムを取り出すには基本的に割らなければならない。中に「アレ」が入っている壺はアイテムを入れずに直接使う。本作では倉庫に預けても中身が消えることはない。

### おもな新アイテム
オーシャンロッド
通常はダメージを与えられない水中の敵にもダメージを与えられる武器。また、水系の敵に与えるダメージが高くなる。
使い捨ての盾
基本防御力は非常に高いが、ダメージを受けるたびに盾の強さが-1されて行く盾。
うしろむきの巻物
周囲8マスのキャラクターが向いている方向の逆方向の敵を攻撃するようになる巻物。
とびつきの杖
杖を振ると、その対象の場所の隣に使用者が移動する。
大砲の壺
壺にアイテムを入れて発射すると、そのアイテムが遠投（敵や壁を貫通しながら画面端まで飛んでいく）される。（ただし、「発射」はトルネコのみ使用可で、ポポロは使用できない）

## 石像
部屋によっては特殊な「石像」が置かれている。この石像がある部屋では、様々な特殊な効果が発動する。PS2版のトルネコのみ、石像は押すことで動かすことができ、効果が出る部屋を変更できる。また、攻撃を加えることでダメージを与えることもでき、破壊してしまえば石像の効果をなくすことも出来る。以下は代表的な石像。
身代わりの石像
「トルネコ」の姿をした石像。敵の視界にこの石像があると、ポポロの仲間モンスターを含めて攻撃がこの石像に集中する。（この石像のみトルネコでも押すことができない）
変化の石像
今作には登場しないモンスター「マネマネ」の姿をした石像。部屋の中のキャラクターを別のモンスターに変えてしまう。イネス・ロサ・仲間のモンスターなどが変化すると、敵に変身して即死（冒険失敗）してしまう。
ワナ壊しの石像
今作に登場する武器「おおきづち」が模られている石像。時々部屋内にあるワナを消滅させることがある。
火炎の石像
炎が模られている石像（GBA版ではモンスターの「フレイム」がモデルとなっている）。隣接した者に火を吹き10ポイントの固定ダメージを与える。
転びの石像
「転び石」のワナが模られている石像。部屋内にいるものをランダムに転ばせて持っているアイテムを落とさせる。「転ばぬ先の杖」を所持しているときや、属性が浮遊のモンスター、ひょうがまじんタイプは転ばない。
ビッグモアイの石像
ドラゴンクエストVIIなどに登場するモンスター「ビッグモアイ」の姿をした石像。部屋内にいる者をランダムで潰してきて15ポイントの固定ダメージを与える。潰した後はランダムで部屋のどこかに移動する。
岩とばしの石像
「魔法の石」が模られている石像。部屋内にいる者に石を投げてきて25ポイント前後のダメージを与える（ちなみに、攻撃力は20。受けるほうの防御力が0で23 - 29のダメージ）。（固定ダメージではないため、盾を強化すればダメージを減らすことができる）。
パンの石像
パンが模られている石像。この部屋で倒したモンスターが必ずパンを落とすようになる。（ただし、そのモンスターが何かしらのドロップアイテムを所持していた場合はそのアイテムが優先される）
10ダメージの石像
剣と算用数字の「10」が模られている石像。この部屋でダメージが発生した場合、いかなるダメージであっても，10ポイントの固定ダメージとなる．

## 関連商品

### 攻略本
- トルネコの大冒険3（PS2版）
  - Vジャンプブックスゲームシリーズ ドラゴンクエスト・キャラクターズ トルネコの大冒険3 不思議のダンジョン(ISBN 4-08-779203-X)
  - ENIXベストムックライブラリー ドラゴンクエスト・キャラクターズ トルネコの大冒険3 不思議のダンジョン 公式ガイドブック(ISBN 4-7575-0834-4)
  - ドラゴンクエスト・キャラクターズ トルネコの大冒険3 不思議のダンジョン 公式パーフェクトガイド上 [迷宮踏破編](ISBN 4-924978-30-2)
  - ドラゴンクエスト・キャラクターズ トルネコの大冒険3 不思議のダンジョン 公式パーフェクトガイド下 [超究解析編](ISBN 4-924978-31-0)
- トルネコの大冒険3アドバンス
  - SE-MOOK ドラゴンクエスト・キャラクターズ トルネコの大冒険3アドバンス 不思議のダンジョン 公式ガイドブック(ISBN 4-7575-1217-1)
  - ドラゴンクエスト・キャラクターズ トルネコの大冒険3アドバンス 不思議のダンジョン 公式パーフェクトガイド上 [迷宮踏破編](ISBN 4-924978-37-X)
  - ドラゴンクエスト・キャラクターズ トルネコの大冒険3アドバンス 不思議のダンジョン 公式パーフェクトガイド下 [超究解析編](ISBN 4-924978-38-8)

### 漫画作品
ドラゴンクエスト・キャラクターズ トルネコの大冒険3 不思議のダンジョン 4コママンガ劇場
本作を4コマ漫画化したもの。
ドラゴンクエスト・キャラクターズ トルネコの大冒険3 不思議のダンジョン プレミアムストーリーズ
本作の短編アンソロジーコミック集。